# Perly-Certoux
Perly-Certoux je obec na jihozápadě Švýcarska, v kantonu Ženeva. Žije zde přibližně 3 100 obyvatel.

## Geografie
Confignon se nachází jižně až jihovýchodně od řeky Aire, asi 6 km jihozápadně od centra Ženevy, v nejjižnější části kantonu Ženeva poblíž hranice s Francií. Sousedními obcemi jsou Bernex, Confignon, Plan-les-Ouates a Bardonnex ve Švýcarsku a Saint-Julien-en-Genevois ve Francii.

## Historie
V římských dobách se Perly nacházelo poblíž silnice Ženeva–Lyon. Na území obce byla nalezena římská vila a akvadukt a také raně římské deskové hroby. Jako feudálové se o území dělily rody Lully, du Bois a zejména rod de Ternier, který vlastnil hrad nedaleko Saint-Julien.
První zmínka o přízvisku de Perliaco pochází z doby kolem roku 1124. Panství Ternier, dobyté v roce 1536 Bernem, bylo v roce 1567 vráceno Savojsku. Perly a Certoux patřily k obci Saint-Julien-en-Genevois až do roku 1815. V roce 1814 se Saint-Julien na základě Pařížské smlouvy stal francouzským, ale v následujícím roce byla obec Saint-Julien a její území na základě nové smlouvy vrácena kantonu Ženeva. Turínská smlouva z roku 1816 přiřadila Saint-Julien k Sardinii, zatímco Perly a Certoux byly definitivně převedeny pod kanton Ženeva. Obě vesnice byly začleněny do obce Compesières a samostatnost pod současným názvem získaly až v roce 1820.
Perly patřila do roku 1820 k farnosti Saint-Julien, poté k farnosti Confignon. Kaple Chapelle de la Persécution, postavená v letech 1899–1900 a proslulá svými vitrážemi od Alexandra Cingria, byla v roce 1975 nahrazena novou budovou. Farnost se nachází v bažinaté rovině řeky Aire a v letech 1841, 1847 a 1851 byla zaplavena. Ve 40. letech 20. století byla nížina odvodněna pomocí odvodňovacích kanálů a dvou umělých nádrží. Hlavním zdrojem příjmů bylo vždy zemědělství; ještě v roce 1975 bylo 80 % území obce obděláváno. Zejména ve 20. letech 20. století zažilo velký rozmach pěstování zeleniny. Od roku 1960 bylo v blízkosti hranic postaveno mnoho obytných bloků a infrastruktura musela být přizpůsobena rychle rostoucímu počtu obyvatel. V roce 1978 bylo založeno nové sdružení školských obcí. V obci se stále pěstují venkovské zvyky, jako je původní farní slavnost La Vogue v polovině června a průvod Le Feuillu.

## Obyvatelstvo
| Rok            | 1850 | 1900 | 1950 | 1990 | 2000 | 2010 | 2012 | 2014 | 2015 | 2016 | 2017 |
| Počet obyvatel | 225  | 279  | 398  | 2524 | 2782 | 2891 | 2993 | 3066 | 3039 | 3028 | 3053 |

Většina obyvatel (k roku 2000) hovoří francouzsky (2403, tj. 86,4 %), druhá nejčastější je italština (89, tj. 3,2 %) a třetí němčina (84, tj. 3,0 %).

## Doprava

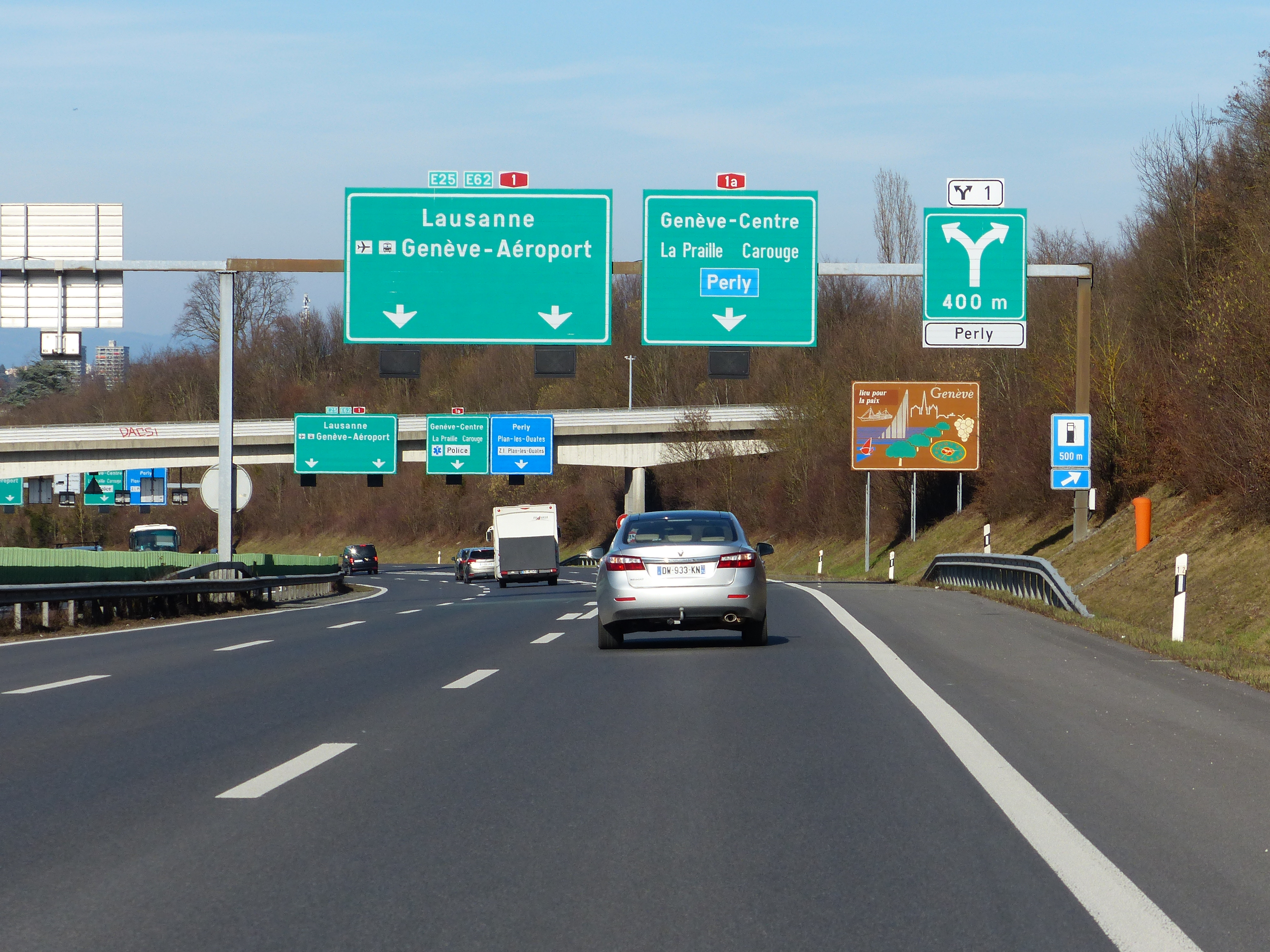
Dálnice A1 poblíž Perly

Confignon je napojen na síť veřejné dopravy autobusovými linkami které provozuje ženevský dopravní podnik Transports publics genevois (TPG). Železnice územím města neprochází, nejbližší železniční stanice se nachází ve francouzském Saint-Julien-en-Genevois; na švýcarském území pak v Lancy. Obec se nachází v blízkosti nájezdu na dálnici A1 ze Ženevy směrem k francouzské hranici.